# 大石桥街道 (郑州市)
大石桥街道，是中华人民共和国河南省郑州市金水区下辖的一个乡镇级行政单位，位于金水区西南部，成立于1984年，由原南阳路街道和经八路街道部分区域划分组成，现辖9个社区居委会，总面积1.9平方公里。辖区有居民17670户，总人口54303人，其中常住人口42721人，流动人口11582人。

## 行政区划
大石桥街道下辖以下地区：
石桥社区、中亨社区、优胜社区、金沙社区、同乐社区、天下城社区、优南社区、市政社区和城中央社区。

## 体育
大石桥街道辖区是河南省体育事业中心，驻有河南省体育总局，河南省体工队及1965年兴建的河南省体育馆。河南省体育馆主场馆是一座直径为64米的半圆球型建筑，建筑面积7747平方米，可容观众5353名。与之毗邻的健康路为体育用品和体育器械特色商业街。

## 历史建筑
辖区内具有特殊历史社会意义的地点有1953年兴建的河南宾馆，占地2.5公顷，建筑面积2.2万平方米，曾多次接待国家领导人和外国元首。1959年8月、1960年7月两次“郑州会议”期间，毛泽东和周恩来、刘少奇、朱德、邓小平等中央领导人居住在此。